# Victor-Charles Mahillon
Victor-Charles Mahillon (ur. 10 marca 1841 w Brukseli, zm. 17 czerwca 1924 w Saint-Jean-Cap-Ferrat) – belgijski muzykolog i budowniczy instrumentów muzycznych.

## Życiorys
Był synem budowniczego instrumentów Charles’a Mahillona, od 1865 roku współprowadził rodzinną firmę, a po śmierci ojca w 1887 roku został jej właścicielem. W 1870 roku skonstruował metalowy kontrafagot, a w 1905 roku nowy rodzaj trąbki B piccolo. Sporządzał kopie mało znanych dawnych instrumentów dętych takich jak lituus i buccina. Od 1874 roku przywrócił do produkcji zapomniany ówcześnie obój miłosny. W 1877 roku został kustoszem zorganizowanego przy Konserwatorium Brukselskim muzeum instrumentów muzycznych. Zgromadził dla tej placówki kolekcję przeszło 3500 instrumentów z różnych stron świata. Opublikował pięciotomowy katalog zbiorów muzealnych (Catalogue descriptif et analytique du Musée instrumental du Conservatoire royal de Musique de Bruxelles, 1880–1927). Był też autorem licznych prac z dziedziny akustyki instrumentów dętych i techniki gry, pisał też hasła do encyklopedii. Opublikował m.in. pracę Éléments d’acoustique musicale et instrumentale (1874).
Opracował system klasyfikacji instrumentów według rodzaju wibratora, zmodyfikowany później przez Curtsa Sachsa i Ericha Moritza von Hornbostela.